# Прюдс (затока)
Затока Прюдс — затока Антарктиди між Берегом Ларса Крістенсена та Берегом Інгріда Крістенсена. Затока знаходиться у нижній течії гігантської льодовикової дренажної системи, яка бере свій початок у Східній Антарктиці. Льодовик Ламберта переходить у Шельфовий льодовик Еймері у Грабені Ламберта на південно-західній стороні затоки Прюдс. Інші великі льодовики стікають до південного кінця Шельфового льодовика Еймері близько 73° пд. ш.
Шельфовий льодовик Еймері простягається приблизно на 550 км на північ від зони перетворення льодовика Ламберт на шельфовий льодовик і має ширину від 80 до 200 км. Глибини до ложа під Шельфовим льодовиком Еймері погано вивчені, але сягають близько 2500 м від рівня моря поруч із зоною перетворення льодовика Ламберт на шельфовий льодовик. Шельфовий льодовик Еймері займає дуже велику U-подібну долину з відкритими нунатаками по флангах, що досягають висоти 1500 м із загальним рельєфом до 3000 м.

## Дослідницькі станції
Австралійська — Дейвіс, китайська — Чжуншань, російська — Прогрес, румунська — Лоу-Раковиці та індійська — Бхараті розташовані на берегах затоки в оазі Лассерманн-Гіллз.